# Uardere
Uardere (somalo: Wardheer, Uardèr in italiano storico) è un centro abitato dell'Etiopia, situato nella Regione dei Somali.